# 王翊 (唐朝)
王翊（？—767年），太原府晋阳县人，唐朝官员，王翃的哥哥。
王翊性情谦柔，淡于名利。乾元年间，官至京兆少尹。由商州刺史转任襄州刺史、山南东道节度观察等使。入朝，充任北蕃宣慰使，称职。唐代宗在即位前就看重他，即位后把他看做纯臣。转任刑部侍郎、御史中丞。在御史台，虽不能举振纲纪，但是还是以谨慎清廉知名。大历二年去世，赠户部尚书，谥忠惠。
曾孙王凝，字成庶，少孤，跟随其舅宰相郑肃。玄孙王锴，前蜀宰相。